# Back on the Streets (альбом Tower of Power)
Back on the Streets — альбом Tower of Power, випущений у 1979 році. Це був останній альбом гурту Columbia Records. Назва походить від пісні «Back on the Streets Again» з їхнього дебютного альбому East Bay Grease. Девід Гарібальді повертається на місце барабанщика втретє, щоб знову піти після цього альбому. (Він не повертався знову до 1998 року, і з того часу залишився назавжди.) Це також ознаменувало дебют басиста Віто Сан Філіппо та гітариста Денні Хофера. Це був би єдиний альбом Хофера як учасника Tower of Power.

## Трек-лист
| #  | Назва                                                                                           | Тривалість |
| -- | ----------------------------------------------------------------------------------------------- | ---------- |
| 1. | «Rock Baby» (Крокетт, Майкл Джеффріс)                                                           | 4:48       |
| 2. | «Our Love» (Кліффорд Култер, МакГі)                                                             | 3:34       |
| 3. | «Heaven Must Have Made You» (Джефрі Лейб)                                                       | 3:33       |
| 4. | «And You Know It» (Еміліо Кастільо, Купка)                                                      | 3:02       |
| 5. | «Nowhere to Run» (Ламонт Дозьєр, Едді Холланд, Браян Холланд)                                   | 4:35       |
| 6. | «Something Calls Me» (Лені Пікетт)                                                              | 4:24       |
| 7. | «It Takes Two (To Make It Happen)» (Еміліо Кастільо, Девід Гарібальді, Майкл Джеффріс, Томпсон) | 3:37       |
| 8. | «In Due Time» (дует з Шеріл Лінн; Крокетт, Джеффріс)                                            | 4:10       |
| 9. | «Просто зроби крок (і будь собою)» (Томпсон)                                                    | 5:10       |

## Особовий склад
- Майкл Джеффріс — головний та бек-вокал.
- Честер Томпсон — акустичне фортепіано, Fender Rhodes, клавінет, орган, Minimoog, бек-вокал, аранжування для валторни (1, 5, 7, 8, 9), аранжування для струнних (7), органне соло (9)
- Денні Хофер — гітари, гітара соло (4)
- Віто Сан Філіппо — бас, бек-вокал
- Девід Гарібальді — барабани, Syndrums
- Еміліо Кастільо — тенор-саксофон, бек-вокал
- Ленні Пікетт — синтезатори, саксофон альт, саксофон сопрано, саксофон тенор, саксофон тенор соло (5), бек-вокал, аранжування для валторни (6)
- Стівен «Док» Купка — баритон-саксофон, бек-вокал
- Mic Gillette — тромбон, бас-тромбон, труба, флюгельгорн, труба-пікколо, бек-вокал
- Грег Адамс — труба, флюгельгорн, бек-вокал, аранжування для валторни (4)

### Додаткові музиканти
- Грег Крокетт — гітари (8)
- Пауліньо да Коста — перкусія (1, 5)
- Едді «Бонго» Браун — перкусія (2, 5)
- Білл Лемб — духові інструменти (1, 2, 3, 5)
- Гейл Левант — арфа (3)
- Tower of Power — аранжування ритму (1, 2, 3, 5)
- Мак-Кінлі Джексон — аранжування ритму (1, 2, 3, 5), аранжування валторни (3), аранжування струнних (3)
- Річард Еванс — струнні аранжування (8)
- Гаррі Блустоун — концертмейстер (2, 3)
- Сол Бобров — концертмейстер (7, 8)
- The Jones Girls — бек-вокал (1, 2, 3, 5)
- Шеріл Лінн — головний вокал (8)

## Виробництво
- Еміліо Кастільо — продюсер, керівник зведення
- Мак-Кінлі Джексон — продюсер (1, 2, 3, 5)
- Річард Еванс — продюсер (4, 6-9)
- Tower of Power — співпродюсери
- Алан Чіновскі — інженер, зведення
- Джим Гейнс — інженер, зведення
- Пол Серрано — інженер
- Майкл Стоун — зведення
- Стів Фонтано — помічник інженера
- Філ Джамтаас — помічник інженера
- Рік Санчес — помічник інженера
- Джон Голден — оригінальний мастеринг
- Вік Анесіні — цифровий ремастерінг 1993 року
- Брюс Стайнберг — арт-директор, дизайнер, фотограф
- Стів Зейфман — кольоровий друк
- Jeff World Associates — менеджмент

### Студії
- Записано на Record Plant, Лос-Анджелес (Каліфорнія); Record Plant, Саусаліто (Каліфорнія); United Western Recorders (Голлівуд, Каліфорнія); Universal Recording Studio та P.S. Студії звукозапису (Чикаго, Іллінойс).
- Зведено на Record Plant, Лос-Анджелес і Record Plant, Sausalito.
- Мастеризовано на Kendun Recorders (Бербанк, Каліфорнія).
- Перероблено в Sony Music Studios (Нью-Йорк, Нью-Йорк).

## Рекомендована літератури
- Хенсон, Емі. «Знову на вулицях, вежа сили». allmusic.com. Процитовано 10 грудня 2013.
- «Знову на вулиці». Процитовано 10 грудня 2013.
- «Знову на вулиці». itunes.apple.com. Процитовано 10 грудня 2013.
- «Знову на вулиці». last.fm. Процитовано 10 грудня 2013.